# لقیط بن یعمر ایادی
لَقیط بن یَعمُر ایادی از شاعران عرب اهل حیره در دربار شاپور شانه‌سنب (ذوالاکتاف) شاهنشاه ساسانی ایران بود.
در آن زمان حیره (در جنوب کوفه عراق) بخشی از خاک ایران بود و قبیله عرب ایاد بر آن تاخت. شاپور سپاهی برای سرکوبی ایشان فرستاد و لقیط که در آن هنگام در سپاه شاپور بود قصیده‌ای برای آگاه ساختن قبیله خود سرود.
بقولی این سروده در راه بدست افراد شاپور افتاد و شاپور دستور قتل او را داد.
لقیط را از شاعران دوران جاهلی شمرده‌اند و در ردیف شنفری و طرفه و متلمّس ذکر شده است.

## منبع
محمدی ملایری، محمد: تاریخ و فرهنگ ایران در دوران انتقال از عصر ساسانی به عصر اسلامی، جلد یکم، انتشارات یزدان، تهران ۱۳۷۲خ. صص. ۲۷۴.